# Colle di Brianza
Il Colle di Brianza, detto anche Monte di San Genesio, è una montagna delle Prealpi Luganesi situata in Provincia di Lecco. È suddiviso in 3 colli: Monte Regina (817 m), Monte Crocione (877 m s.l.m.) e Monte di San Genesio (832 m s.l.m.).

## Descrizione
Numerosi sono i comuni che si affacciano sulle sue pendici o sono situati sopra di esso: Galbiate, Oggiono, Ello, Olginate, Valgreghentino, Colle Brianza, Castello di Brianza, La Valletta Brianza, Santa Maria Hoè, Dolzago, Airuno, Olgiate Molgora. Nascono qui numerosi torrenti che da est a ovest si gettano nel Lambro (Torrente Bevera). 
Dalle tre cime si può godere di una vista panoramica sulla Brianza, sui laghi di Annone e Pusiano, sulle Prealpi e la città di Lecco. A San Genesio è presente una piccola chiesetta, mentre poco più sotto nella frazione di Campsirago sorge un santuario dedicato alla Madonna, la quale apparve a una giovane donna nelle vicinanze.

## Galleria d'immagini

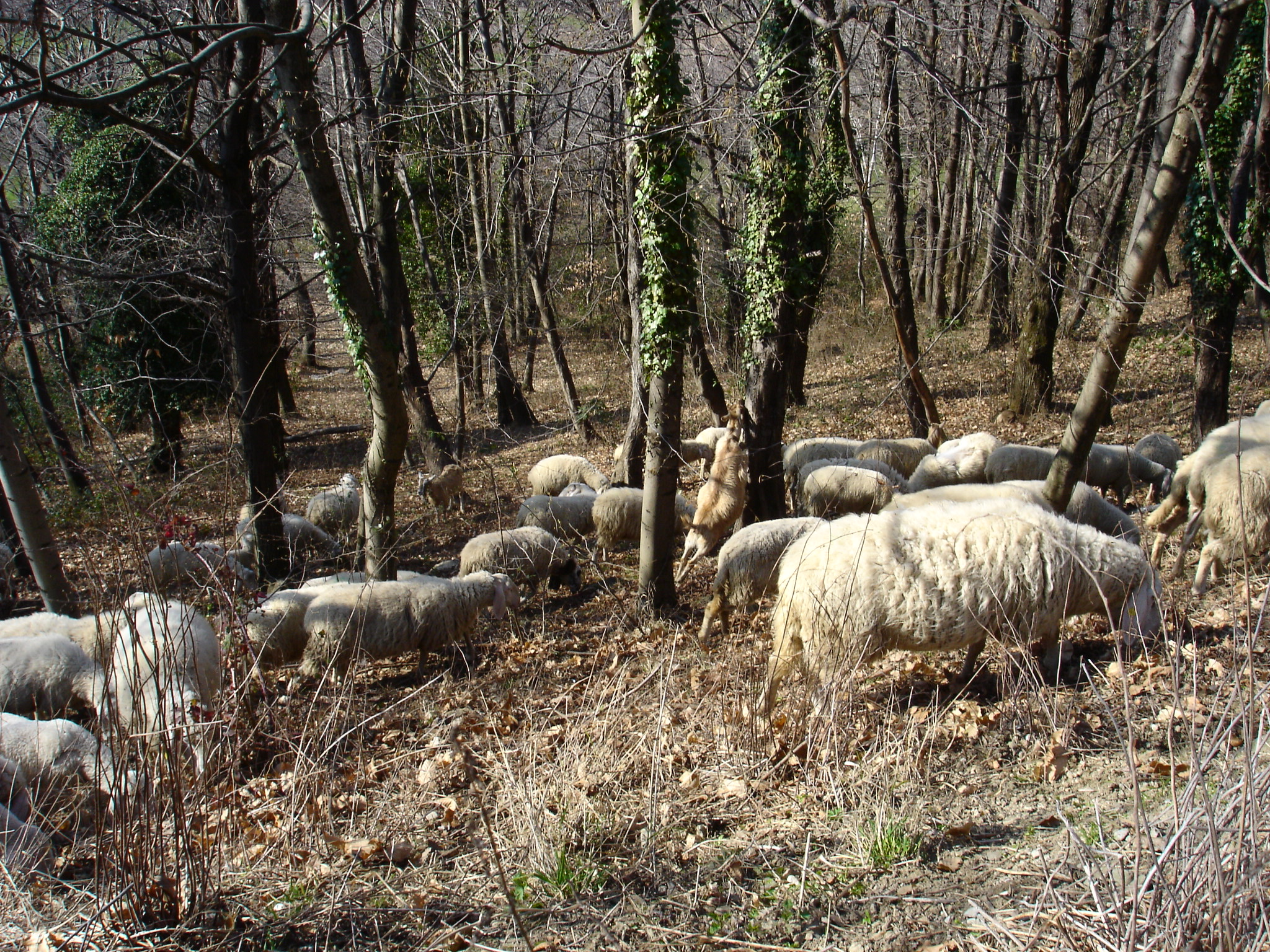
Pecore presso Figina di Galbiate
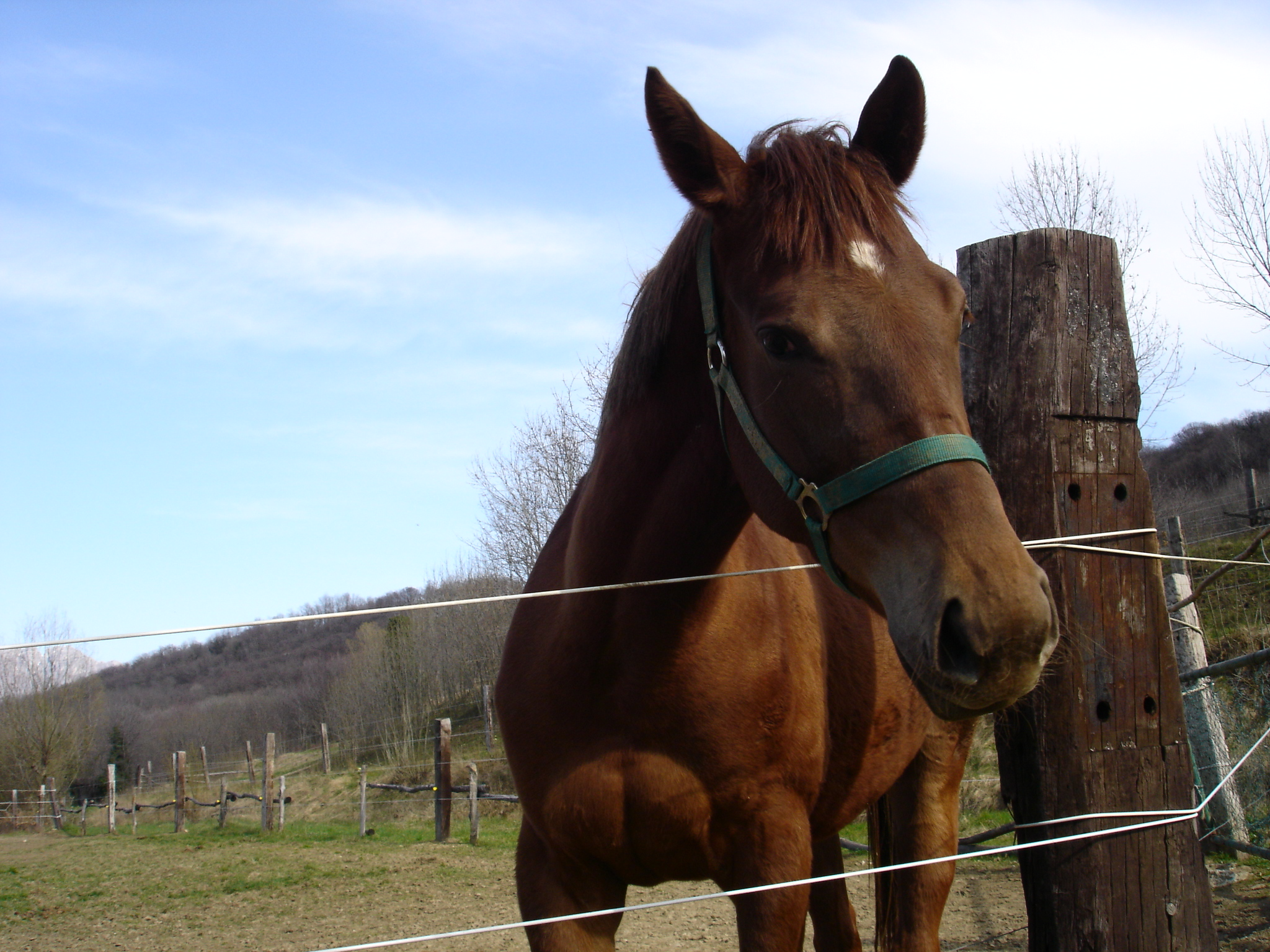
Cavallo in un Maneggio
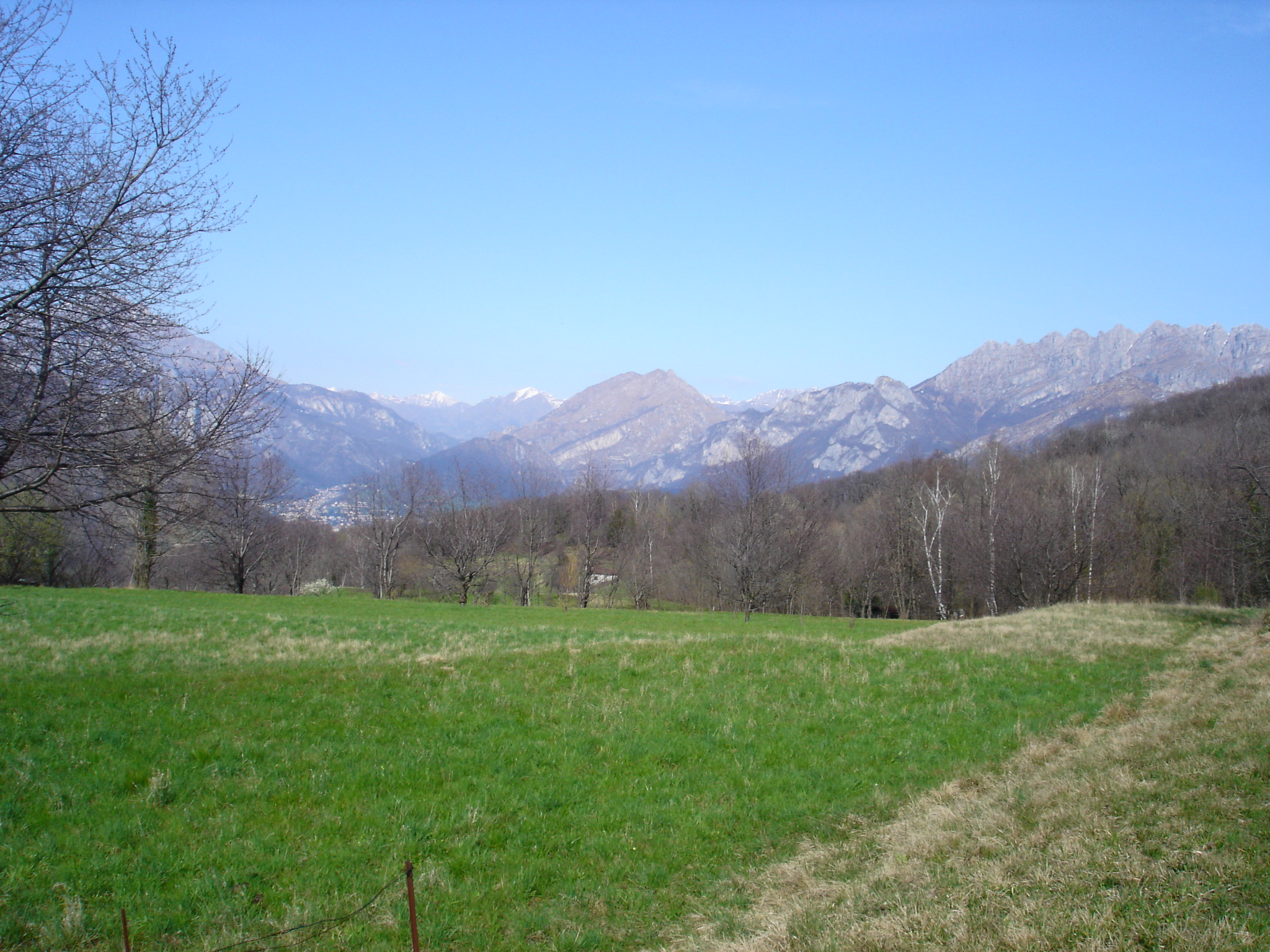
Vista delle Prealpi, tra i quali (ultimo a destra) il Resegone
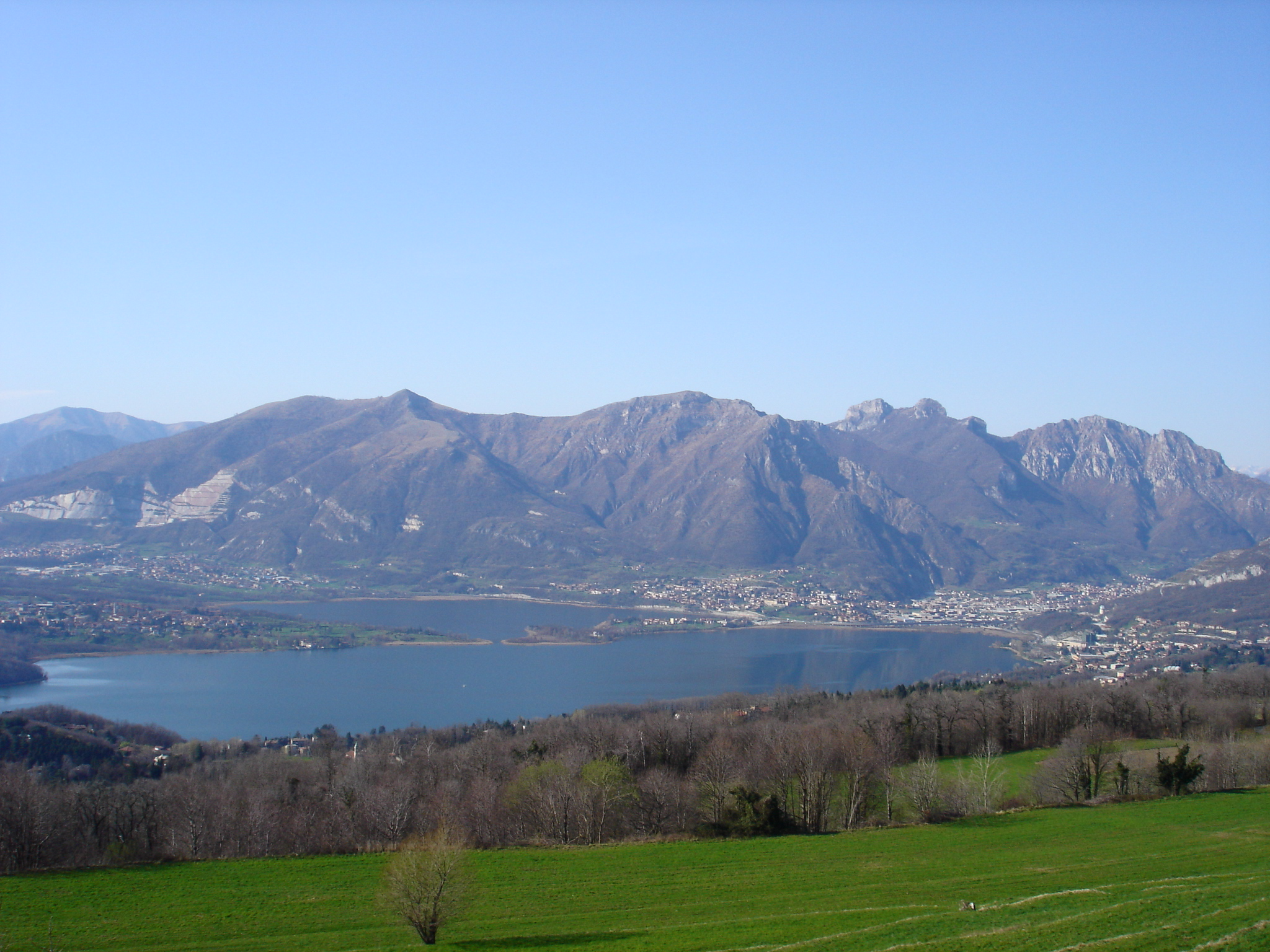
Vista Panoramica dal Monte Regina